# Władcy Szkocji

Herb Szkocji

## Królestwo Szkocji(843-1653)

### Alpinowie
| #  | Imię                                  |  | Urodzony  | Zmarł                       | Czas rządów | Rodzice                          |
| -- | ------------------------------------- |  | --------- | --------------------------- | ----------- | -------------------------------- |
| 1  | Kenneth I mac Alpin Cinaed mac Ailpin |  | po 800    | 13 lutego 858 Cinnbelachoir | 843-858     | Alpin mac Echdach ???            |
| 2  | Donald I Domnall mac Ailpin           |  | ???       | 13 kwietnia 862             | 858-862     | Alpin mac Echdach ???            |
| 3  | Konstantyn I Causantin mac Cinaeda    |  | ???       | 877                         | 862-877     | Kenneth I ???                    |
| 4  | Aed Aed mac Cinaeda                   |  | ???       | 878                         | 877-878     | Kenneth I ???                    |
| 5  | Eochaid Eochaid mac Run               |  | ???       | ???                         | 878-889     | Run, władca Alt Clut ???         |
| 6  | Giric Giric mac Dúngail               |  | ???       | 889                         | 878-889     | ???                              |
| 7  | Donald II Domnall mac Causantin       |  | ???       | 900                         | 889-900     | Konstantyn I (król Szkocji) ???  |
| 8  | Konstantyn II Causantin mac Aeda      |  | przed 879 | 952 St Andrews              | 900-943     | Aedh ???                         |
| 9  | Malcolm I Mael Coluim mac Domnaill    |  | przed 900 | 954 Mearns                  | 943-954     | Donald II ???                    |
| 10 | Indulf Idulb mac Causantin            |  | ???       | 962 Cullen                  | 954-962     | Konstantyn II (król Szkocji) ??? |
| 11 | Dub Dub mac Mail Coluim               |  | ???       | 967                         | 962-967     | Malcolm I ???                    |
| 12 | Cuilen                                |  | ???       | 971 Lothian                 | 967-971     | Indulf ???                       |
| 13 | Kenneth II Cinaed mac Mail Coluim     |  | przed 954 | 995 Fettercairn             | 971-995     | Malcolm I ???                    |
| 14 | Konstantyn III Causantin mac Cuilen   |  | przed 971 | 997                         | 995-997     | Cuilen ???                       |
| 15 | Kenneth III Cinaed mac Duib           |  | przed 967 | 1005 Monzievaird            | 997-1005    | Dub (król Szkocji) ???           |
| 16 | Malcolm II Mael Coluim mac Cinaeda    |  | ok. 980   | 25 listopada 1034 Glamis    | 1005–1034   | Kenneth III ???                  |
| 17 | Duncan I Donnchad mac Crinain         |  | ???       | 15 sierpnia 1040 Piktgaveny | 1034–1040   | Crinan, mormaer Atholl Bethoc    |
| 18 | Makbet Mac Bethad mac Findlaic        |  | ok. 1005  | 15 sierpnia 1057 Scone      | 1040–1057   | Findlaech, mormaer Moray ???     |
| 19 | Lulach Lulach mac Gille Coemgain      |  | ok. 1029  | 17 marca 1058               | 1057–1058   | ???                              |

### Dynastia Dunkeld
| #  | Imię                                       |  | Urodzony                     | Zmarł                     | Czas rządów | Rodzice                                             |
| -- | ------------------------------------------ |  | ---------------------------- | ------------------------- | ----------- | --------------------------------------------------- |
| 20 | Malcolm III Mael Coluim mac Donnchada      |  | ok. 1030 Szkocja             | 13 listopada 1093 Alnwick | 1058–1093   | Duncan I Suthen                                     |
| 21 | Donald III Domnall Bain mac Donnchada      |  | ok. 1033                     | 1099 Angus                | 1093–1094   | Duncan I Suthen                                     |
| 22 | Duncan II Donnchad mac Mail Coluim         |  | przed 1069                   | 12 listopada 1094         | 1094        | Malcolm III Ingibiorga Finnsdottir                  |
| 21 | Donald III Domnall Bain mac Donnchada      |  | ok. 1033                     | 1099 Angus                | 1094–1097   | Duncan I Suthen                                     |
| 23 | Edgar I Etgair mac Mail Coluim             |  | ok. 1074                     | 8 stycznia 1107 Edynburg  | 1097–1107   | Malcolm III św. Małgorzata                          |
| 24 | Aleksander I Alaxandair mac Mail Coluim    |  | ok. 1078                     | 23 kwietnia 1124 Stirling | 1107–1124   | Malcolm III św. Małgorzata                          |
| 25 | Dawid I Święty Daibhidh mac Mail Coluim    |  | 1084                         | 24 maja 1153 Carlisle     | 1124–1153   | Malcolm III św. Małgorzata                          |
| 26 | Malcolm IV Dziewica Mail Coluim mac Eanric |  | ok. 1141                     | 9 grudnia 1165 Jedburgh   | 1153–1165   | Henryk Szkocki, 3. hrabia Huntington Ada de Warenne |
| 27 | Wilhelm I Lew Uilleam Garm                 |  | 1142/1143                    | 4 grudnia 1214 Stirling   | 1165–1214   | Henryk Szkocki, 3. hrabia Huntington Ada de Warenne |
| 28 | Aleksander II Alasdair II                  |  | 24 sierpnia 1198 Handdington | 6 lipca 1249 Kerrera      | 1214–1249   | Wilhelm I Lew Ermengarda de Beaumont                |
| 29 | Aleksander III Alasdair III                |  | 4 września 1241 Roxburgh     | 19 marca 1286 Kinghorn    | 1249–1286   | Aleksander II (król Szkocji) Maria de Coucy         |

### Ród króla Sverrego
| #                              | Imię                                     |  | Urodzony      | Zmarł                | Czas rządów | Rodzice                                                   |
| ------------------------------ | ---------------------------------------- |  | ------------- | -------------------- | ----------- | --------------------------------------------------------- |
| 30                             | Małgorzata „Dziewczę z Norwegii” Mairead |  | kwiecień 1283 | wrzesień 1290 Orkady | 1286–1290   | Eryk II Wróg Księży Małgorzata Szkocka (królowa Norwegii) |
| Pierwsze bezkrólewie 1290–1292 |                                          |  |               |                      |             |                                                           |

### Balliolowie
| #                            | Imię             |  | Urodzony         | Zmarł                       | Czas rządów | Rodzice                                                 |
| ---------------------------- | ---------------- |  | ---------------- | --------------------------- | ----------- | ------------------------------------------------------- |
| 31                           | Jan Balliol Iain |  | ok. 1248 Barnard | 25 listopada 1314 Hélicourt | 1292–1296   | Jan Balliol, 5. baron de Balliol Devorguilla z Galloway |
| Drugie bezkrólewie 1296–1306 |                  |  |                  |                             |             |                                                         |

### Dynastia Bruce
| #  | Imię                       |  | Urodzony                 | Zmarł                    | Czas rządów | Rodzice                                              |
| -- | -------------------------- |  | ------------------------ | ------------------------ | ----------- | ---------------------------------------------------- |
| 32 | Robert I Raibeart a Briuis |  | 11 lipca 1274            | 7 czerwca 1329 Dunbarton | 1306–1329   | Robert de Brus, 6. lord Annandale Małgorzata Carrick |
| 33 | Dawid II Daibidh II        |  | 5 marca 1324 Dunfermline | 22 lutego 1371 Edynburg  | 1329–1371   | Robert I Bruce Elżbieta de Burgh                     |

### Balliolowie
| #  | Imię                            |  | Urodzony | Zmarł                                | Czas rządów | Rodzice                        |
| -- | ------------------------------- |  | -------- | ------------------------------------ | ----------- | ------------------------------ |
| 34 | Edward Balliol Eideard Antykról |  | 1282     | styczeń 1364 Wheatley-near-Doncaster | 1332–1356   | Jan Balliol Izabela de Warenne |

### Stuartowie
| #  | Imię                    |  | Urodzony                      | Zmarł                         | Czas rządów | Rodzice                                                  |
| -- | ----------------------- |  | ----------------------------- | ----------------------------- | ----------- | -------------------------------------------------------- |
| 35 | Robert II Raibeart II   |  | 2 marca 1316                  | 19 kwietnia 1390 Dundonald    | 1371–1390   | Walter Stewart, 6. Wielki Stewart Szkocji Marjorie Bruce |
| 36 | Robert III Raibeart III |  | ok. 1340                      | 4 kwietnia 1406 Rothesay      | 1390–1406   | Robert II Stewart Elizabeth Mure                         |
| 37 | Jakub I Seumas I        |  | 10 grudnia 1394               | 21 lutego 1437 Perth          | 1406–1437   | Robert III Stewart Annabella Drummond                    |
| 38 | Jakub II Seumas II      |  | 16 października 1430 Edynburg | 3 sierpnia 1460 Roxburgh      | 1437–1460   | Jakub I (król Szkocji) Joanna Beaufort                   |
| 39 | Jakub III Seumas III    |  | maj 1452 St Andrews           | 11 czerwca 1488 Sauchieburn   | 1460–1488   | Jakub II (król Szkocji) Maria z Geldrii                  |
| 40 | Jakub IV Seumas IV      |  | 17 marca 1473 Stirling        | 9 września 1513 Flodden       | 1488–1513   | Jakub III Małgorzata Duńska                              |
| 41 | Jakub V Seumas V        |  | 10 kwietnia 1512 Linlithgow   | 14 grudnia 1542 Falkland      | 1513–1542   | Jakub IV Małgorzata Tudor                                |
| 42 | Maria I Mairi I         |  | 7 grudnia 1542 Linlithgow     | 8 lutego 1587 Fotheringhay    | 1542–1567   | Jakub V Maria de Guise                                   |
| 43 | Jakub VI Seumas VI      |  | 19 czerwca 1566 Edynburg      | 27 marca 1625 Theobalds House | 1567–1625   | Henryk Stuart, lord Darnley Maria I Stuart               |
| 44 | Karol I Teàrlach I      |  | 19 listopada 1600 Dunfermline | 30 stycznia 1649 Londyn       | 1625–1649   | Jakub VI Stuart Anna Duńska                              |

## Republika Angielska(1653–1660)
Po obaleniu i ścięciu Karola I Szkocja została zajęta i formalnie włączona do Republiki Angielskiej w 1657.

### Lordowie Protektorzy
| #  | Imię             |  | Urodzony                    | Zmarł                     | Czas rządów | Rodzice                            |
| -- | ---------------- |  | --------------------------- | ------------------------- | ----------- | ---------------------------------- |
| 45 | Oliver Cromwell  |  | 25 kwietnia 1599 Huntington | 3 września 1658 Whitehall | 1653–1658   | Robert Cromwell Elizabeth Stewart  |
| 46 | Richard Cromwell |  | 4 października 1626         | 12 lipca 1712             | 1658–1659   | Oliver Cromwell Elzabeth Bourchier |

## Królestwo Szkocji(1660–1707)

### Stuartowie
| #  | Imię                          |  | Urodzony                                | Zmarł                                  | Czas rządów    | Rodzice                                          |
| -- | ----------------------------- |  | --------------------------------------- | -------------------------------------- | -------------- | ------------------------------------------------ |
| 47 | Karol II Teàrlach II          |  | 29 maja 1630 St. James’s Palace         | 6 lutego 1685                          | 1649–1660–1685 | Karol I Stuart Henrietta Maria Burbon            |
| 48 | Jakub VII Seumas VII          |  | 14 października 1633 St. James’s Palace | 16 września 1701 Saint-Germain-en-Laye | 1685–1688      | Karol I Stuart Henrietta Maria Burbon            |
| 49 | Maria II Mairi II             |  | 30 kwietnia 1662 Londyn                 | 28 grudnia 1694                        | 1689–1694      | Jakub II Stuart Anna Hyde                        |
| 50 | Wilhelm II Orański Uilleam II |  | 14 listopada 1650 Haga                  | 8 marca 1702                           | 1689–1702      | Wilhelm II Orański Maria Stuart (księżna Oranii) |
| 51 | Anna                          |  | 6 lutego 1665 St. James’s Palace        | 1 sierpnia 1714                        | 1702–1707      | Jakub II Stuart Anna Hyde                        |

W 1707 roku królowa Anna połączyła królestwa Anglii i Szkocji w Królestwo Wielkiej Brytanii.